# Società Polisportiva Oltrepò 1988-1989
Questa voce raccoglie le informazioni riguardanti la Società Polisportiva Oltrepò nelle competizioni ufficiali della stagione 1988-1989.

## Rosa
| N. |                   | Ruolo | Calciatore           |
| -- | ----------------- | ----- | -------------------- |
|    | Italia (bandiera) | C     | Luigi Alloni         |
|    | Italia (bandiera) | C     | Luigi Andreoni       |
|    | Italia (bandiera) | D     | Fausto Bertani       |
|    | Italia (bandiera) | C     | Fabrizio Bresciani   |
|    | Italia (bandiera) | P     | Massimiliano Caniato |
|    | Italia (bandiera) | D     | Massimo Cornelli     |
|    | Italia (bandiera) | C     | Marco Criscuoli      |
|    | Italia (bandiera) | C     | Michele D'Amico      |
|    | Italia (bandiera) | P     | Antonio Forcati      |
|    | Italia (bandiera) | C     | Arcadio Groppi       |

| N. |                   | Ruolo | Calciatore                    |
| -- | ----------------- | ----- | ----------------------------- |
|    | Italia (bandiera) | C     | Antonio Obbedio               |
|    | Italia (bandiera) | C     | Davide Onorini                |
|    | Italia (bandiera) | A     | Emilio Pessina                |
|    | Italia (bandiera) | D     | Gianmarco Galliano Piacentini |
|    | Italia (bandiera) | A     | Ernestino Ramella             |
|    | Italia (bandiera) | D     | Carlo Riviezzi                |
|    | Italia (bandiera) | D     | Simone Rocca                  |
|    | Italia (bandiera) | A     | Massimo Sala                  |
|    | Italia (bandiera) | D     | Giorgio Trebbi                |